# شرکت گروه کانن
شرکت گروه کانن (به انگلیسی: Cannon Group, Inc) یک شرکت گروه آمریکایی بود، که فیلم کانن را شامل می‌شد که از سال ۱۹۶۷ تا ۱۹۹۴ فیلم‌های ممتازی را با بودجه کم و متوسط تولید می‌کرد. و همچنین گروه گسترده نیز در میان دیگر گروه‌های سینمایی بین‌المللی بزرگ و یک شرکت فیلم‌سازی بود که به شدت در بازار ویدئو سرمایه‌گذاری می‌کرد و حقوق ویدئو بین‌المللی را به چندین کتابخانه فیلم کلاسی تقسیم می‌کرد.
آخرین فیلم این کمپانی: مقیم جهنم (فیلم ۱۹۹۴) بود.